# Mercedes Fernández de Celis y Ariosa
María de las Mercedes Fernández Gutiérrez de Celis y Ariosa (La Habana, 1883-Cádiz, 1957), condesa de Villafuente Bermeja, fue una aristócrata del Cádiz de la primera mitad del siglo XX que se destacó sobremanera en acciones de caridad y beneficencia.

## Biografía
Hija de Miguel Fernández y Gutiérrez de Celis, natural de Santiago de Cuba, y de su esposa María del Carmen Ariosa y del Casal, era emparentada a su vez con una familia de artistas, intelectuales, científicos y militares del siglos XIX con relevancia en España y Cuba, entre los que destacan el poeta y periodista Luis Alejandro Baralt Gutiérrez de Celis, los marinos Federico Lobatón Prieto (gobernador de Filipinas en 1888), Ricardo Fernández Gutiérrez de Celis, Carlos Martel Viniegra, Antonio Azarola Gresillón y José Luis Gener Cuadrado, así como los artistas Gonzalo Fernández de Pomar, José Fernández Guerrero y Joaquín Manuel Fernández Cruzado o la dinastía de médicos hispanocubanos de la que formaron parte José Fernández Cruzado, José Fernández Gutiérrez de Celis y José Joaquín Fernández Abreu.
Nacida en La Habana, siempre se sintió vinculada a Cádiz, donde vivió su adolescencia, así como los últimos veinte años de su vida. Hija única del banquero cubano de ascendencia gaditana Miguel Fernández Gutiérrez de Celis, y de su esposa María del Carmen Ariosa y del Casal, se casó en julio de 1901 con Sancho Dávila y Agreda, X conde de Villafuente Bermeja y hermano del marqués de Villamarta (Álvaro), que fue el alcalde de Jerez de la Frontera que levantó el teatro de su mismo nombre. Madre también del gaditano Sancho Dávila y Fernández de Celis, abogado emparentado con José Antonio y falangista de primera hora, además de ganadero de reses bravas y uno de los primeros presidentes de la Federación Española de Fútbol de la posguerra.
La guerra civil española la sorprendió en Madrid, siendo acogida por su origen -su familia era propietaria del Teatro Ariosa y varios inmuebles coloniales en La Habana- en la embajada de su país natal, donde fue reuniendo a familiares y amigos a los que amparó hasta alcanzar primero el puerto de Alicante y después, ya en zona sublevada, el de Cádiz. Residió en Puerto Real, Jerez de la Frontera, Sevilla y Madrid, además de la capital gaditana. El Ayuntamiento de Cádiz, que le dedicó a su muerte una calle en el extramuros de la ciudad, intentó pedir para ella la gran cruz con placa con distintivo blanco de la Orden Civil de Beneficencia, iniciativa a la que renunció en vida.